# ميخائيل هودسون
ميخائيل هودسون (بالإنجليزية: Michael Hodgson)‏ هو لاعب دوري الرغبي أسترالي، ولد في 5 نوفمبر 1979 في نيوكاسل في أستراليا.